# Naitō Masatoyo
Naitō Masatoyo (内藤 昌豊, Naitō Masatoyo, né en 1522 et mort le 29 juin 1575) était un des célèbres 24 généraux de Shingen Takeda.

## Biographie
Masatoyo Naitō a participé à de nombreuses batailles pour le clan Takeda. En 1566, il reçoit le château de Minowa dans la province de Kōzuke après que celle-ci passe aux mains des Takeda. à la bataille de Mikata-Ga-Hara, il mène une charge dans les rangs du clan Tokugawa et se retrouve en première ligne à la bataille de Nagashino en 1575. Il s'était opposé à cette bataille, et, au cours du combat, il reçoit plusieurs flèches avant d'être finalement décapité par Yasukatsu Asahina.
Masatoyo Naitō était remarqué pour ses talents aussi impressionnants au combat que dans l'administration.
D'après le Kōyō gunkan, Masatoyo n'a jamais reçu de louanges spécifiques pour ses services, ce qui a fait suggérer à certains qu'il se serait opposé au comportement de Shingen en 1565 au sujet de Takeda Yoshinobu.